# Hans Schwier
Hans Schwier (* 21. Februar 1926 in Lerbeck, Kreis Minden; † 31. Juli 1996 am Kap Finisterre) war ein deutscher Politiker (SPD). Von 1980 bis 1983 war er Forschungsminister und von 1983 bis 1995 Kultusminister des Landes Nordrhein-Westfalen.

## Leben
Nach dem Volksschulabschluss, dem Besuch der Oberrealschule und dem Notabitur im Jahr 1943 beantragte Schwier am 11. Februar 1944 die Aufnahme in die NSDAP und wurde zum 20. April desselben Jahres aufgenommen (Mitgliedsnummer 9.793.102). Er nahm als Soldat am Zweiten Weltkrieg teil und geriet in Gefangenschaft, aus der er 1945 entlassen wurde. Ein Jahr später legte er das Abitur ab und 1948 nahm ein Studium an der Pädagogischen Akademie auf, das er 1950 mit dem Ersten Staatsexamen für das Lehramt an Volksschulen abschloss. Er arbeitete von 1950 bis 1956 als Lehrer an einer Volksschule und bestand 1954 das Zweite Staatsexamen für das Lehramt an Volksschulen. In den Jahren 1956 bis 1969 war er als Rektor an einer Volks- und Hauptschule tätig und von 1969 bis 1970 fungierte er als Schulrat für den Kreis Bielefeld. 1970 wurde er gemäß Landesrechtsstellungsgesetz in den Ruhestand versetzt. Nach § 32 des Abgeordnetengesetzes (AbgG NW) schied er 1980 aus dem Amt aus.
Schwier trat im Jahr 1950 der Gewerkschaft Erziehung und Wissenschaft (GEW) und am 1. April 1952 der SPD bei. Von 1968 bis 1988 war er Mitglied im SPD-Bezirksvorstand Ostwestfalen-Lippe, von 1971 bis 1989 Mitglied im Landesvorstand der SPD Nordrhein-Westfalen und von 1973 bis 1978 Vorsitzender des SPD-Unterbezirkes Gütersloh.
Schwier war in den Jahren 1963 bis 1964 Ratsmitglied der Stadt Oer-Erkenschwick, von 1969 bis 1973 Mitglied und Vorsitzender der SPD-Fraktion im Kreistag des Kreises Halle (Westf.) und nach der kommunalen Neugliederung von 1973 bis 1980 Kreistagsmitglied des Kreises Gütersloh. Bei der Landtagswahl im Juni 1970 wurde er als Abgeordneter in den Nordrhein-Westfälischen Landtag gewählt, dem er bis 1995 angehörte. Dort vertrat er von 1970 bis 1975 den Wahlkreis 143 (Halle–Bielefeld-Land II), von 1975 bis 1985 wurde er über die Landesliste gewählt und von 1985 bis 1995 war er Abgeordneter des Wahlkreises 104 (Gütersloh III). Im Parlament war Schwier von 1975 bis 1980 stellvertretender Vorsitzender der SPD-Fraktion. 1975 zählte er zu den Initiatoren des Schulreformplanes „Kooperativen Schule“, der jedoch 1978 scheiterte.
Schwier wurde am 4. Juni 1980 von Ministerpräsident Johannes Rau zum Minister für Wissenschaft und Forschung des Landes Nordrhein-Westfalen ernannt und setzte sich als solcher Anfang der 1980er-Jahre für Sparmaßnahmen an Hochschulen ein. Sein Amt als Wissenschaftsminister hatte er bis zum 25. Oktober 1983 inne, an diesem Tage wurde er im Zuge einer Kabinettsumbildung als Nachfolger von Jürgen Girgensohn zum Kultusminister ernannt.
Auch in dieser Funktion befürwortete er Maßnahmen zur Kostensenkung. Im Jahr 1984 stieß sein als „Schwier-Plan“ bekannt gewordener Vorschlag, die Lehrergehälter um 4 % zu kürzen, um mit dem eingesparten Geld neue Lehrstellen zu schaffen, auf den Widerstand der Lehrerschaft und der GEW. Vom erklärten Kurs der Landes-SPD, die Schulform Gesamtschule im ganzen Land einzuführen, wich er in den folgenden Jahren sukzessive ab. Am 17. Juli 1995 schied Schwier, wie er bereits im Mai angekündigt hatte, aus Altersgründen aus dem Ministeramt.
Neben seinen politischen Ämtern war Schwier Vorsitzender der Neue Schauspiel GmbH in Düsseldorf, Mitglied des Aufsichtsrates der Ruhrfestspiele Recklinghausen und Beirat des Kuratoriums der Kulturstiftung Ruhr in Essen. Von 1995 bis zu seinem Tod war er Vorsitzender der Europäischen Akademie des Sports im Schloss Velen.
Schwier starb im Juli 1996 während eines Urlaubs in Spanien, vermutlich bei einem Badeunglück. Sein Leichnam wurde an einem Strand beim Kap Finisterre in der Provinz A Coruña gefunden.
Hans Schwier war verheiratet und hatte drei Kinder.

## Ehrungen
- Verdienstkreuz am Bande der Bundesrepublik Deutschland (1980)
- Großes Verdienstkreuz der Bundesrepublik Deutschland (1983)
- Großes Verdienstkreuz mit Stern der Bundesrepublik Deutschland (1987)

## Würdigungen
- Hans-Schwier-Berufskolleg in Gelsenkirchen[13]